# Himatanthus semilunatus
Himatanthus semilunatus är en oleanderväxtart som beskrevs av Markgraf. Himatanthus semilunatus ingår i släktet Himatanthus och familjen oleanderväxter. Inga underarter finns listade i Catalogue of Life.